# هویز
هویز (به مجاری:  Hévíz) یک منطقهٔ مسکونی در مجارستان است که در ناحیه کست‌هی واقع شده‌است. هویز ۸٫۳۱ کیلومتر مربع مساحت و ۴٬۶۳۴ نفر جمعیت دارد.

## خواهرخوانده
شهرهای پیتیگورسک، چازما و گویلین خواهرخوانده‌های هویز هستند.